# Neligh
Neligh è un comune degli Stati Uniti d'America, situato nello Stato del Nebraska, nella Contea di Antelope, della quale è il capoluogo.